# Parawixia honesta
Parawixia honesta är en spindelart som först beskrevs av O. Pickard-Cambridge 1899.  Parawixia honesta ingår i släktet Parawixia och familjen hjulspindlar. Inga underarter finns listade i Catalogue of Life.